# Wiązogóra (Natura 2000)
Wiązogóra (kod PLH320066) – obszar mający znaczenie dla Wspólnoty (OZW) w ramach sieci Natura 2000 powołany Decyzją Komisji z dnia 10 stycznia 2011 r. w sprawie przyjęcia na mocy dyrektywy Rady 92/43/EWG czwartego zaktualizowanego wykazu terenów mających znaczenie dla Wspólnoty składających się na kontynentalny region biogeograficzny (2011/64/UE). Ochroną objęto teren o powierzchni 489,50 ha, obejmujący 12 kompleksów roślinności bagiennej Równiny Białogardzkiej.

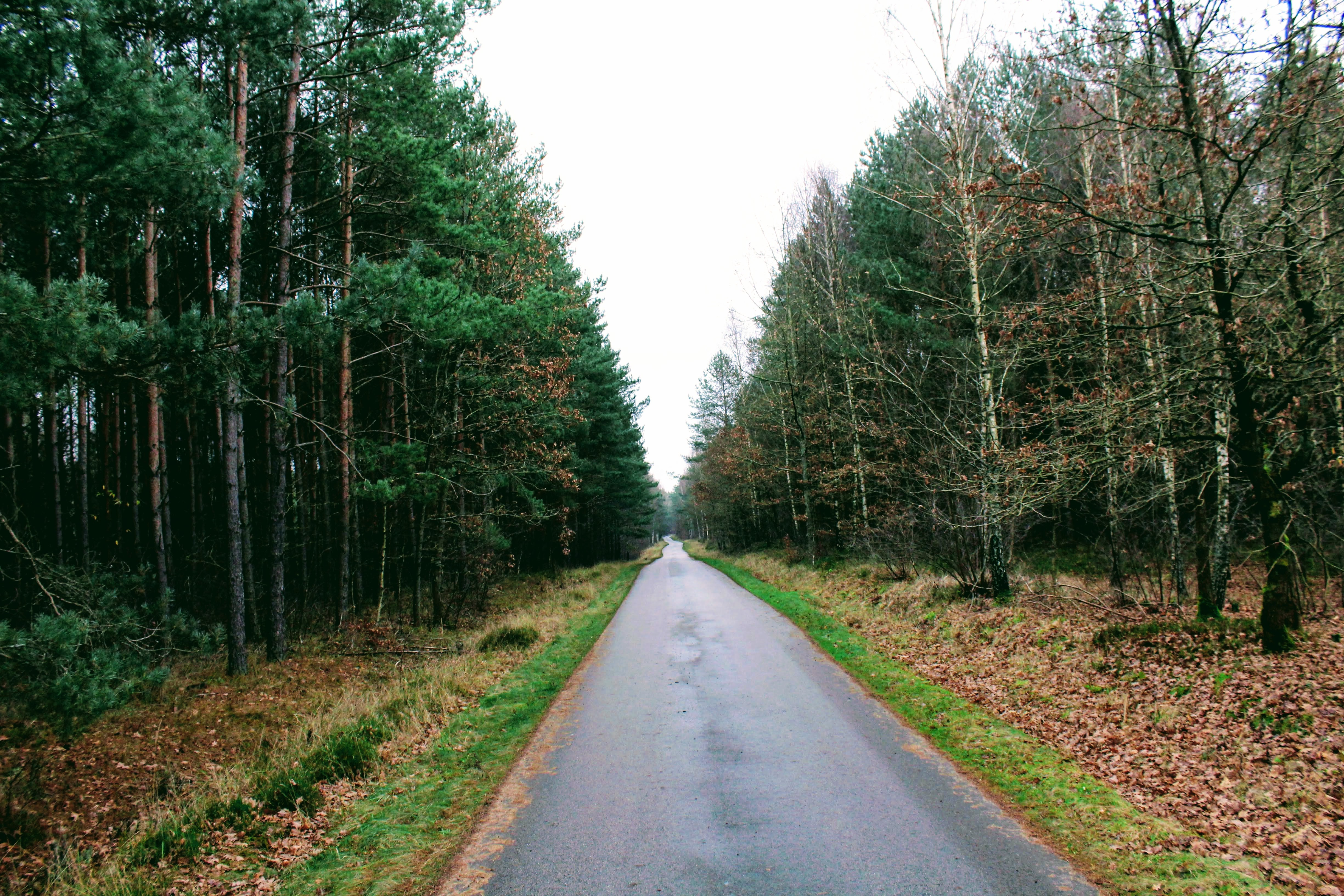
Zbiorowiska leśne w obszarze Wiązogóry

W granicach obszaru wyróżniono następujące siedliska przyrodnicze (w rozumieniu Dyrektywy Rady 92/43/EWG z dnia 21 maja 1992 r. w sprawie ochrony siedlisk przyrodniczych oraz dzikiej fauny i flory): naturalne jeziora i stawy dystroficzne, torfowiska wysokie zdegradowane, lecz zdolne do naturalnej i stymulowanej regeneracji,  torfowiska przejściowe i trzęsawiska (przeważnie z roślinnością z Scheuchzerio-Caricetea), kwaśne buczyny (Luzulo-Fagenion), kwaśne dąbrowy (Quercion robori-petraeae), bory i lasy bagienne (Vaccinio uliginosi-Betuletum pubescentis, Vaccinio uliginosi-Pinetum, Pino mugo-Sphagnetum, Sphagno girgensohnii-Piceetum) i brzozowo-sosnowe bagienne lasy borealne.